# Tom Mandrake
Tom Mandrake   (26 de maig de 1956) és un dibuixant de còmics nord-americà, potser més conegut per les seves col·laboracions amb l'escriptor John Ostrander en diverses sèries, com Grimjack (de First Comics ) i Firestorm, The Spectre i Martian Manhunter de DC Comics.

## Biografia
Mandrake va créixer com a fan de Marvel Comics dels anys 60, així com pintors de l' escola Brandywine, especialment Maxfield Parrish i Howard Pyle. Juntament amb el seu amic LB Kellogg, va crear un fanzine titulat First Flight mentre estava a l'escola secundària. Mandrake va passar dos anys a la Cooper School of Art de Cleveland, i després dos anys més a The Kubert School, on va obtenir el seu títol.

## Carrera
Mandrake va començar a treballar per a DC Comics on va dibuixar pagines pel títol Sgt.Rock. En una entrevista del 2001, va recordar "per fi vaig aconseguir el meu primer treball real, que era una història de dues parts a New Talent Showcase de DC. Una vegada més amb el meu vell amic LB al capdavant dels guionistes de la nostra èpica pirata 'Skydogs'". Per a Marvel Comics, Mandrake va proporcionar el dibuix acabat sobre els dissenys de Sal Buscema en al títol New Mutants. De tornada a DC, ell i l'escriptor Doug Moench van crear Black Mask a Batman núm.386 (agost de 1985) i Film Freak a Batman núm.395 (maig de 1986). Mandrake va ser un dels col·laboradors de la sèrie limitada DC Challenge el 1986 després d'acabar la seva carrera a Batman. El 1992, Mandrake i l'escriptor John Ostrander van llançar la sèrie The Spectre a DC Comics. Al número 54 (juny de 1997), l'equip creatiu va presentar el personatge Michael Holt com una nova versió de Mister Terrific. Després del final de la sèrie The Spectre, van passar a una sèrie de Martian Manhunter. El 2001, va treballar amb l'escriptor Dan Mishkin a la sèrie de curta durada Creeps i el 2006 al llibre infantil The Forest King: Woodlark's Shadow. El 2007, un arc de la història titulat "Grotesk" que reunia Ostrander i Mandrake va aparèixer als números 659-662 de Batman. Un crossover X-Files/30 Days of Night el 2010 va ser dibuixat per Mandrake i coescrit pel creador de 30 Days Steve Niles i Adam Jones, el guitarrista de la banda Tool. Mandrake va dibuixar DC Retroactive: Batman - The '70s one-shot (setembre de 2011) i un renaixement de la sèrie Night Force de Marv Wolfman (maig-novembre de 2012). Va col·laborar amb J. Michael Straczynski a la sèrie Sidekick el 2013-2014.

## Vida personal
Mandrake està casat amb la també dibuixant de còmics Jan Duursema, a qui va conèixer mentre tots dos eren estudiants a The Kubert School. El seu casament es va celebrar al recinte de l'escola. La parella té un fill, Jack Moses Mandrake, i Sian Mandrake, que també és un il·lustrador de còmics format a l'escola Kubert.

### DC Comics
- 52 núm.33 (2007)
- 9-11 - The World's Finest Comic Book Writers & Artists Tell Stories to Remember Volume Two (2002)
- Action Comics Weekly núm.627–634 (Nightwing and Speedy) (1988–1989)
- Advanced Dungeons and Dragons núm.23, 31–32, Annual núm.1 (1990–1991)
- Animal Man núm.39 (1991)
- Arion, Lord of Atlantis núm.5–13, 33–34 (1983–1985)
- Armageddon: Inferno núm.1, 4 (1992)
- Batman núm.386–392, 395–399, 479, 494, 659–662 (1985–1986, 1992–1993, 2007)
- Batman Confidential núm.44–48 (2010)
- Batman Villains Secret Files and Origins núm.1 (1998)
- Batman: Battle for the Cowl: Commissioner Gordon núm.1 (2009)
- Blackest Night: Tales of the Corps núm.2 (2009)
- Convergence Suicide Squad núm.1–2 (2015)
- Countdown núm.11 (2008)
- Crime Bible: The Five Lessons núm.1 (2007)
- DC Challenge núm.12 (1986)
- DC Comics Presents núm.75, 94 (1984–1986)
- DC Retroactive: Batman – The '70s núm.1 (2011)
- DCU Heroes Secret Files núm.1 (1999)
- DCU Villains Secret Files (1999)
- Detective Comics núm.633, 656, 835–836, Annual núm.5, 11 (1991–1993, 2007–2009)
- Firestorm, the Nuclear Man núm.86–100 (1989–1990)
- Fringe núm.1–6 (2008–2009)
- Ghosts núm.93, 98 (1980–1981)
- Green Lantern Secret Files núm.1 (1998)
- Hawkworld núm.13 (1991)
- Heroes Against Hunger núm.1 (1986)
- JLA / JSA Secret Files & Origins núm.1 (2003)
- JLA: Destiny núm.1–3 (2002)
- JSA núm.60–62 (2004)
- JSA Secret Files núm.1 (1999)
- Justice League of America núm.240 (1985)
- The Kents núm.9–12 (1998)
- Legends of the Dark Knight 100-Page Super Spectacular núm.1 (2014)
- Legends of the DC Universe 3-D Gallery núm.1 (1998)
- Lobo Gallery: Portraits of a Bastich núm.1 (1995)
- Martian Manhunter núm.1–4, 6–9, 12–20, 22–23, 25–32, núm.0, núm.1,000,000 (1998–2001)
- New Talent Showcase núm.1–2 (1984)
- The New Teen Titans vol. 2 núm.22 (1986)
- Night Force vol. 3 núm.1–7 (2012)
- The Saga of Swamp Thing núm.9 (1983)
- Scooby Apocalypse núm.14, 26, 28 (2017–2018)
- Secret Origins núm.8 (Shadow Lass) (1986)
- Sgt. Rock núm.349, 352–354, 359, 361–363, 365–366, 369, 371, 376, 378 (1981–1983)
- Shazam!: The New Beginning núm.1–4 (1987)
- Showcase '95 núm.8 (1995)
- Spanner's Galaxy núm.1–6 (1984–1985)
- The Spectre vol. 3 núm.1–13, 15, 17–19, 21–22, 0, 23, 25, 27–31, 35–44, 46–62 (1992–1998)
- Suicide Squad núm.56 (1991)
- Superman and Batman vs. Vampires and Werewolves núm.1–6 (2008–2009)
- Swamp Thing vol. 2 núm.50, 77–78, 83–85, 110–111, 114–115 (1986–1992)
- Tales of the Unexpected vol. 2 núm.6 (2007)
- The Unexpected núm.213 (1981)
- Unknown Soldier núm.247 (1981)
- Victorian Undead núm.4 (2010)
- Victorian Undead II núm.1 (2011)
- The Warlord núm.62, 123–128 (1982–1988)
- Weird War Tales núm.104 (1981)
- Who's Who in the DC Universe núm.2, 10 (1990–1991)
- Who's Who in the DC Universe Update 1993 núm.1 (1992)
- Who's Who: The Definitive Directory of the DC Universe núm.5, 8, 12, 14, 17, 19, 21 (1985–1986)
- Who's Who: Update '87 núm.1, 5 (1987)
- Wonder Woman núm.300 (1983)
- The X-Files / 30 Days of Night núm.1–6 (2010–2011)

### Eclipse Comics
- Scout núm.10 (1986)

### Marvel Comics
- Call of Duty: The Precinct núm. 1–5 (2002–2003)
- Exiles núm. 33 (2003)
- G.I. Joe: A Real American Hero núm. 143 (1993)
- Ghost Rider/Blaze: Spirits of Vengeance núm. 4 (entintador) (1992)
- Hulk: Unchained núm. 1–3 (2004)
- The Incredible Hulk Annual núm. 19 (entintador) (1993)
- Marvel Holiday Special núm. 4 (Captain America) (1995)
- New Mutants núm. 9–17 (inker) (1983–1984)
- The Punisher vol. 6 núm. 24–27 (2003)
- Star Wars núm. 92 (entintador) (1985)
- Thor vol. 2 núm. 66 (2003)
- Weapon X núm. 23–28 (2004)
- X-Men 2 Movie Prequel: Wolverine núm. 1 (2003)
- X-Men Annual núm. 7 (entintador) (1984)
- X-Men Unlimited núm. 1 (2004)